# William A. McKeighan

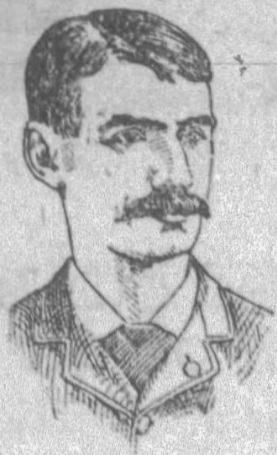
William A. McKeighan

William Arthur McKeighan (* 19. Januar 1842 in Millville, New Jersey; † 15. Dezember 1895 in Hastings, Nebraska) war ein US-amerikanischer Politiker. Zwischen 1891 und 1893 vertrat er den zweiten und von 1893 bis 1895 den fünften Wahlbezirk des Bundesstaates Nebraska im US-Repräsentantenhaus.

## Werdegang
Im Jahr 1848 zog William McKeighan mit seinen Eltern in das Fulton County in Illinois, wo er die öffentlichen Schulen besuchte. Während des Bürgerkrieges diente er in einem Freiwilligenregiment aus Illinois.
Nach dem Krieg ließ sich McKeighan auf einer Farm in der Nähe von Pontiac nieder, die er bewirtschaftete. Im Jahr 1880 zog er in die Nähe von Red Cloud in Nebraska, wo er ebenfalls in der Landwirtschaft tätig wurde. Damals organisierte er die so genannte Farmers’ Alliance, eine politische Gruppe, die dann in der kurzlebigen Populist Party aufging. Zwischen 1885 und 1887 war McKeighan Richter an einem Nachlassgericht im Webster County.
Im Jahr 1888 bewarb sich William McKeighan erfolglos um einen Sitz im US-Repräsentantenhaus. 1890 wurde er dann als Kandidat der Populisten zum Abgeordneten im Kongress gewählt. Dort konnte er nach einer Wiederwahl im Jahr 1892 zwischen dem 4. März 1891 und dem 3. März 1893 zunächst eine Legislaturperiode absolvieren. Da er 1892 im neu geschaffenen fünften Distrikt ebenfalls in das Repräsentantenhaus gewählt wurde, konnte er auch für die folgende Legislaturperiode bis zum 3. März 1895 im Kongress verbleiben. Bei den folgenden Wahlen unterlag er aber dem Republikaner David Henry Mercer.
Nach dem Ende seiner Zeit im Kongress zog sich McKeighan aus der Politik zurück. Er starb nur neun Monate nach dem Ende seiner letzten Legislaturperiode am 15. Dezember 1895 und wurde auf dem Friedhof in Red Cloud beigesetzt.